# Mimoza Shkodra
Mimoza Shkodra (ur. 17 października 1984 w Prisztinie) – kosowska piosenkarka.

## Dyskografia[1]

### Albumy
| Rok  | Album       |
| ---- | ----------- |
| 2002 | Te dua      |
| 2007 | S'me pelqen |
| 2010 | Bojna dasem |
| 2013 | Live        |
| 2017 | Live 2017   |

### Teledyski
| Rok  | Teledysk             |
| ---- | -------------------- |
| 2012 | Burat nuk jane si ti |
| 2012 | Pare pare            |
| 2014 | Vec edhe ka njo      |
| 2016 | Pike ne oqean        |
| 2016 | Fllad veror          |
| 2016 | Qelibar              |
| 2017 | E urrej              |
| 2017 | Jena nda             |
| 2017 | Dashni               |
| 2018 | Sa kujtime           |
| 2018 | Mu ma le fajin       |
| 2019 | Valla                |
| 2019 | T'lutem              |
| 2021 | Largohu              |
| 2021 | Mona Lisa            |